# Pastuchov
Pastuchov – wieś (obec) na Słowacji, w kraju trnawskim w powiecie Hlohovec. Znajduje się w północnej części Niziny Naddunajskiej.